# La bruja del ámbar
La bruja del ámbar es una ópera en cuatro actos compuesta por William Vincent Wallace con libreto en inglés de Henry Fothergill Chorley, según la traducción de Lady Duff-Gordon de Maria Schweidler: Die Bernsteinhexe de Meinold.
Se estrenó en el teatro His Majesty's Theatre, en Londres, el 28 de febrero de 1861, dirigida por el compositor alemán Charles Hallé con la soprano británica Helen Lemmens-Sherrington en el papel principal.

## Historia
El libreto se basó en una novela gótica de Johann Wilhelm Meinhold, Maria Schweidler die Bernsteinhexe, que había sido traducida al inglés por Lady Duff-Gordon y publicada en 1844 como The Amber Witch. La obra fue muy popular en la Inglaterra victoriana y había pasado por varias ediciones cuando Wallace la eligió como tema para su cuarta y más ambiciosa ópera. La novela, a diferencia de la ópera en la que se basa, conservó su popularidad y continuó publicándose tanto de forma independiente como en antologías hasta el siglo XXI. Fue una de las favoritas de Oscar Wilde cuando era niño, y en 1895 se publicó en una edición de lujo ilustrada por Philip Burne-Jones.

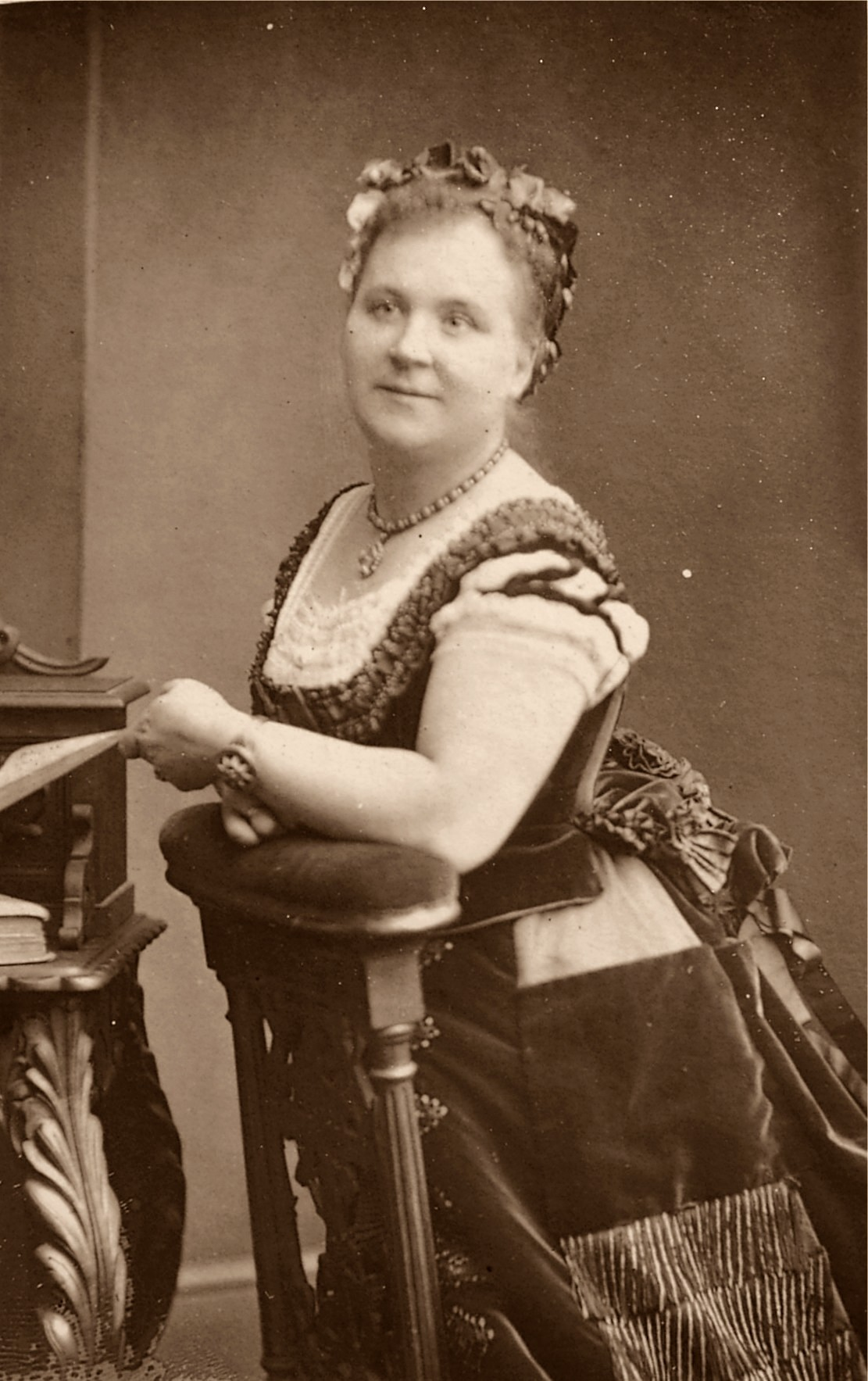
Helen Lemmens-Sherrington, que interpretó el papel principal en The Amber Witch

Wallace había esbozado la mayor parte de la ópera en los Estados Unidos a mediados de la década de 1850, habiendo tenido a mano el libreto de Chorley durante algunos años, pero las dificultades en los teatros de Londres retrasaron su producción en la capital. Tras completarse la orquestación de la obra en Wiesbaden en 1860, la ópera finalmente se estrenó en el His Majesty's Theatre el 28 de febrero de 1861, bajo la dirección de Charles Hallé. El periódico The Times informó que la actuación de la primera noche fue un éxito y que "la música es casi tan complicada como hermosa". Wallace la consideró su mejor ópera, y la reina Victoria asistió a una de las primeras representaciones, pero tuvo un éxito desigual entre el público. Después de su presentación en el Her Majesty's Theatre, se trasladó al Theatre Royal Drury Lane con la mayor parte del elenco original, incluido Charles Santley. Eufrosyne Parepa-Rosa reemplazó a Helen Lemmens-Sherrington en el papel principal). Santley recordó en sus memorias que, si bien The Amber Witch contenía buena música, se representó en salas casi vacías en Drury Lane.
En 1866, en un concierto para recaudar fondos para la viuda y los hijos de Wallace, dos miembros del elenco original, Helen Lemmens-Sherrington y John Patey, cantaron tres piezas de La bruja del ámbar: "¡Escuchad! Cómo suenan las campanadas", "Cuando pasan los elfos al amanecer" y "Mi pelo largo está trenzado". La ópera fue reestrenada en Londres en la década de 1880 y nuevamente en 1899 por la compañía Moody-Manners. Esta última reposición fue todo un éxito y la ópera permaneció en el repertorio de Moody-Manners durante varios años, recibiendo críticas muy valiosas en sus numerosas representaciones por todo el Reino Unido (incluidas dos representaciones en Dublín). Como le pasó a la mayoría de las óperas de Wallace, luego cayó en el olvido, aunque el aria de Mary fue una pieza de concierto popular durante un tiempo y selecciones de la ópera (arregladas para órgano) se interpretaron en el Chickering Hall de Nueva York en diciembre de 1886.

## Roles
| Papel                       | Tipo de voz | Reparto de estreno, 28 de febrero de 1861 (Director: Charles Hallé) |
| --------------------------- | ----------- | ------------------------------------------------------------------- |
| María                       | soprano     | Helen Lemmens-Sherrington                                           |
| Elsie                       | contralto   | Fanny Huddart                                                       |
| Conde Rudiger de Ravenstein | tenor       | Sims Reeves                                                         |
| Comandante                  | barítono    | Charles Santley                                                     |
| Pastor                      | bajo        | Juan Patey                                                          |
| Papá Noel                   | tenor       | William Terrott                                                     |
| Rey                         | bajo        | Thomas Bartleman                                                    |

## Sinopsis

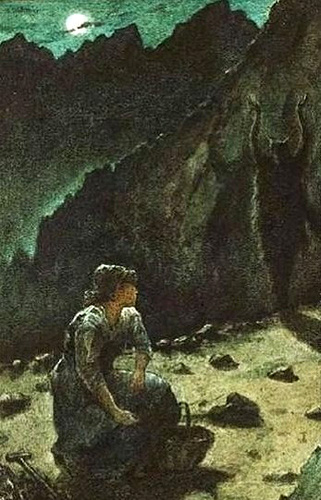
Aparición en el Streckelberg, de Philip Burne-Jones para la edición de 1895 de La bruja del ámbar de Meinhold, en la que se basa la ópera de Wallace.

La ópera está ambientada en la isla de Usedom, en la región de Pomerania, en el siglo XVII (actualmente repartida por Alemania/Polonia) durante la Guerra de los Treinta Años. Cuenta la historia de Mary, la "Bruja del ámbar" del título, e hija del pastor local, Abraham Schweidler. Mary ha descubierto una veta de ámbar en la colina Streckelberg, a las afueras de su pueblo, Koserow. Ella lo usa para comprar comida y ropa para los aldeanos hambrientos, pero no le dice a nadie el origen de su aparente riqueza.
El conde Rudiger de Ravenstein se enamora de Mary y empieza a cortejarla disfrazado de campesino. Por otro lado, el comandante local también está enamorado de ella. Cuando Mary rechaza sus afectos y elige a Rudiger, el comandante se las arregla, con la ayuda de su celosa sirvienta Elsie, la líder de un aquelarre de brujas local, para que Mary sea acusada de brujería y encarcelada. En una dramática escena de juicio (Acto 3, Escena 3), Mary confiesa para ahorrarle a su angustiado padre un mayor dolor y es condenada a morir en la hoguera. El conde Rudiger, también encarcelado por orden del comandante, escapa y rescata a Mary cuando está a punto de ser atada a la hoguera. Los enamorados se reencuentran cuando el Rey perdona a Mary y ordena que su acusadora ocupe su lugar. Elsie, sin embargo, es encontrada muerta al pie de la hoguera, después de haber tomado veneno administrado por su antiguo cómplice, el comandante, y él a su vez es deshonrado y desterrado por orden del Rey.

## Principales arias y conjuntos
- Preludio al Acto 1 (Orquesta)
- 'El enemigo conquistado huye' (Coro de apertura, Mary, Elsie)
- 'Buenas noches, mi dulce padre' (Mary, Conde Rudiger y el pastor)
- 'Oh, nunca rías, caballero' (Mary)
- '¡Escucha! Cómo suenan las campanas' (Mary, Conde Rudiger y el pastor)
- '¿Quieres una carta?' (Claus)
- 'Un soldado debe estar siempre en guerra' (El comandante)
- 'Dama altiva' (El comandante)
- 'Oh, brillante es la cúpula del palacio' (Conde Rudiger)
- 'Ve y canta cómo nuestra tropa fue la primera en la guerra' (Conde Rudiger y coro)
- 'Mi largo cabello está trenzado' (Mary)
- '¿Lo escuché llamado a cabalgar?' (Quinteto, Mary y principales)
- Finale, Acto 1 - Marcha y Coro 'Campeón de la Libertad' (Ensamble)
- Introducción al Acto 2; 'Por la colina, donde guían los meteoros' (Coro, Elsie)
- '¡Oh, Señora Luna! reclinada en nubes de plata' (Mary y Conde Rudiger)
- 'Ámame y no temas que te falle' (Conde Rudiger)
- 'Hasta que la vida termine al fin' (Mary y Conde Rudiger)
- Escena 'A ese roble marchito allá' Finale (Elsie, Coro)
- Introducción al Acto 3; 'Mary, Mary, despierta' (Coro)
- 'El dolor de la más cruel injusticia de la Tierra' (El comandante y el pastor)
- 'Cuando los elfos pasan al amanecer' (Mary)
- Trío 'Se ha derretido la escarcha que la ataba' (Comandante, Pastor, Mary)
- Finale 'Allí está ella, la hechicera' (Escena del Juicio, Ensamble)
- Introducción al Acto 4 (Gran Escena, Rudiger)
- 'Sola, oprimida, yaciendo en prisión' (Conde Rudiger)
- 'Ven, ven' (Conde Rudiger y coro)
- Dúo '¿Pagado, pagado, demasiado demorado?' (Elsie y el comandante)
- 'Flos perpetuus rosarum' (himno en latín) (Mary)
- Escena y Coro 'No la burles' (Mary, Pastor, Comandante, Coro)
- 'Me pongo junto a mi tumba' (Mary)
- Coro de soldados 'El tirano despertará'
- Escena (Rudiger, Rey, Mary)
- Rondo-Finale '¿Sigo soñando?' (Mary)

## Grabaciones
No existe ninguna grabación de la ópera completa. Los extractos grabados incluyen:
- el Preludio orquestal del Acto 1, del álbum British Opera Overtures, interpretado por Victorian Opera Orchestra, Richard Bonynge (cond.), en: Somm Célèste SOMMCD 0123, CD (2013).
- el aria My Long Hair is Braided, del álbum The Power of Love: British Opera Arias, interpretada por Deborah Riedel, Australian Opera and Ballet Orchestra, Richard Bonynge (cond.), en: Melba 301082, CD (2000).
- las arias My Long Hair is Braided y Haughty Maid, my Passion Scorning, del álbum Europe Day Concert, en vivo desde St. John's Smith Square, Londres 9 de mayo de 2013, interpretadas por Dáire Halpin (soprano), Martin Piskorski (tenor), European Union Youth Orchestra, Laurent Pillot (cond.), en: Classical Recording Company CRC 2309, CD (2013).

También hubo una interpretación en concierto, no comercial, de extractos de la obra con acompañamiento de piano (grabados el 10 de noviembre de 2008) con la consiguiente edición de una pequeña cantidad de CD en la Biblioteca Nacional de Irlanda, en Dublín. El título del CD es Gems of Irish Opera vol. 1. Contiene la escena de amor extendida a dúo que comienza con O Lady Moon del Acto 2, interpretada por Aoife O'Sullivan (soprano), Dean Power (tenor) y Una Hunt (piano).